# 世界の音楽
『世界の音楽』（せかいのおんがく）は、1968年1月10日から1974年3月31日までNHK総合テレビジョンで放送されていた、カラー放送による公開音楽番組である。

## 概要
国内外の著名な名演奏家の紹介を含めて、やさしい名曲、名演奏を楽しむ番組で、クラシック音楽で一般的に知られている曲を基本に、管弦楽・器楽の小品、合唱、オペラ・アリア等を聴きやすく組み込み、ポピュラーとクラシックの「好み」の垣根をより少なくする様に構成した、公開カラー番組である。
オープニングは当初実写であったが、1970年9月1日放送回からはアニメーションに切り替わった。

## 番組の保存状況
この番組の放送当時は、放送用として使用していた2インチVTRのテープは高価で、余程の保存価値がない限り、放送終了後は消去されて使い回しされるのが普通であった。この番組も前述の事情から、NHKで元々それで保存していた数は僅かしかない。
その為NHKでは、「NHK番組発掘プロジェクト」にて一般の方々が残したビデオテープを公募した処、1969年4月23日放送分を最古に数本が発掘された。その最古の映像を含め番組初期の物は、家庭用のモノクロVTR（それでも当時、一般庶民にとっては非常に高価だった）にて放送を録画した物である。カラーVTRによる放送録画では、1972年放送の中での2回分のいずれも部分録画が発掘されている。

## 放送時間
- 水曜日 21:40 - 22:29 （1968年1月10日 - 1969年4月2日） - 初回は22:10 - 22:59
- 水曜日 20:20 - 20:59 （1969年4月9日 - 1969年10月1日）
- 火曜日 20:00 - 20:59 （1969年10月7日 - 1972年3月28日）
- 日曜日 20:45 - 21:30 （1972年4月9日 - 1974年3月31日）

## 出演者
- 司会
  - 立川澄人[1]
- レギュラー
  - 佐良直美
  - 東京フィルハーモニー交響楽団[1]
  - 東京交響楽団[1]
  - NHK室内管弦楽団[1]
  - 東京混声合唱団[1]